# Мішель Лухан Ґрішем
Мішель Лінн Лухан Ґрішем (англ. Michelle Lynn Lujan Grisham; нар. 24 жовтня 1959) — американська юристка і політична діячка, 32-ий губернатор штату Нью-Мексико. Вона представляла цей штат в Палаті представників Сполучених Штатів з 2013 до 2018 року. 6 листопада 2018 року вона стала першою жінкою-демократкою, обраною губернатором Нью-Мексико, а також першою латиноамериканкою-демократкою, обраною губернатором штату за всю історію Сполучених Штатів Америки.
Лухан Ґрішем очолювала управління охорони здоров'я штату Нью-Мексико з 2004 до 2007 року й була членом виконавчої влади округу Берналілло — з 2010 до 2012 року. Вона була обрана членом Палати представників США 2012 року, перемігши Дженіс Арнольд-Джонс. 2016 року її обрано головою об'єднання латиноамериканських членів Конгресу США. Вона виграла праймеріз демократів на виборах губернатора Нью-Мексико 2018 року й перемогла на них республіканця Стіва Пірса 6 листопада 2018 року.

## Раннє життя, сім'я та освіта
Мішель Лухан народилася в Лос-Аламосі, Нью-Мексико й виросла в Санта-Фе. Її батько, Левелін «Бадді» Лухан, працював стоматологом до смерті в березні 2011 року. Її мати Соня була домогосподаркою. Сестрі Мішель Кімберлі діагностували пухлину мозку у віці двох років і вона померла у віці 21 року.
Мішель Ґрішем каже, що її пращури населяли Нью-Мексико впродовж 12 поколінь. Вона є частиною видатної політичної династії в Нью-Мексико, багато членів якої обіймали виборні й призначені посади у владі.
Лухан здобула ступінь бакалавра в Університеті Нью-Мексико (УНМ) 1981 року, де була членом студентського сестринства Три Дельта. Наступного року вона вийшла заміж за Ґреґорі Алана Ґрішема. 1987 року Лухан Ґрішем здобула звання кандидатки юридичних наук у школі права університету Нью-Мексико.

## Рання політична кар'єра
Лухан Ґрішем працювала начальницею управління з питань літніх людей штату Нью-Мексико при губернаторах Брюсу Кінгу, Гері Джонсону й Біллу Річардсону. Річардсон підвищив її до міністра. 2004 року він призначив Лухан Ґрішем міністром охорони здоров'я Нью-Мексико; вона перебувала на цій посаді до 2007 року.
Пізніше Лухан Ґрішем обрали до адміністрації округу Берналілло, де вона працювала з 2010 до 2012 року.  

## Палата представників США

### Вибори
2008 рік
Лухан Ґрішем пішла у відставку з посади міністра охорони здоров'я, щоб балотуватися до Палати представників Сполучених Штатів на виборах 2008 року і програла на праймаріз демократів Мартіну Гайнріку, який переміг із 44 % голосів. Держсекретарка Нью-Мексико Ребекка Вігіль-Гірон посіла друге місце з 25 %, а Мішель Лухан Ґрішем посіла третє місце з 24 %.
2012 рік
Лухан Ґрішем знову намагалась стати кандидатом від демократів до Палати Представників США 2012 року після того, як Гайнрік вирішив балотуватися до Сенату Сполучених Штатів. Вона виграла праймеріз, перемігши Марті Чавеса та Еріка Григо. На листопадових виборах вона перемогла колишню члена Палати представників Нью-Мексико Дженіс Арнольд-Джонс з результатом 59 % проти 41 %.
2014 рік
Лухан Ґрішем перемогла республіканця Майка Фрезе на виборах 2014 року — 59 % проти 41 %.
2016 рік
2016 року Лухан Ґрішем перемогла республіканця Річарда Прайма, отримавши 179 360 голосів (65,1 %) проти 96 061 (34,9 %) у Прайма.

### Перебування на посаді
3 січня 2013 року Лухан Ґрішем склала присягу як члена Конгресу. 2016 року вона була одним з дев'яти членів Конгресу, які здійснили поїздку до Баку, яка, як згодом виявилось, таємно профінансував уряд Азербайджану; після розслідування з питань етики її зобов'язали повернути подаровані там урядові подарунки. Як комітет з питань етики Конгресу США, так і комітет з питань етики Палати Представників США встановили, що члени конгресу США та їхні помічники не могли знати, що поїздка фінансується неналежним чином.
Також 2016 року Лухан Ґрішем обрали на посаду голови об'єднання латиноамериканських членів Конгресу США.
Лухан Ґрішем звільнилася з посади члена Палати Представників США 31 грудня 2018 року щоб наступного дня обійняти посаду губернатора в штаті Нью-Мексико.

## Губернатор Нью-Мексико

### Вибори
13 грудня 2016 року, через тиждень після того, як Том Юдалл заявив, що не буде балотуватися на посаду губернатора штату Нью-Мексико, Лухан Ґрішем стала першою особою, яка заявила, що виставить свою кандидатуру, щоб стати наступницею на посаді після Сюзани Мартінес, якій було заборонено балотуватися через обмеження термінів перебування на посаді. 5 червня 2018 року вона здобула перемогу на праймеріз Демократичної партії і 6 листопада її обрали губернатором у ході протистояння з кандидатом від республіканців, членом Палати Представників США Стівом Пірсом. Вона перемогла з результатом 56,9 % (385,684) голосів проти 43,1 % (292,043), здобутих Пірсом.

### Перебування на посаді
Лухан Ґрішем присягнула 1 січня 2019 року. У вересні 2019 року вона оголосила план, щоб зробити державні університети в Нью-Мексико безкоштовними для навчання жителів штату.

## Політичні позиції

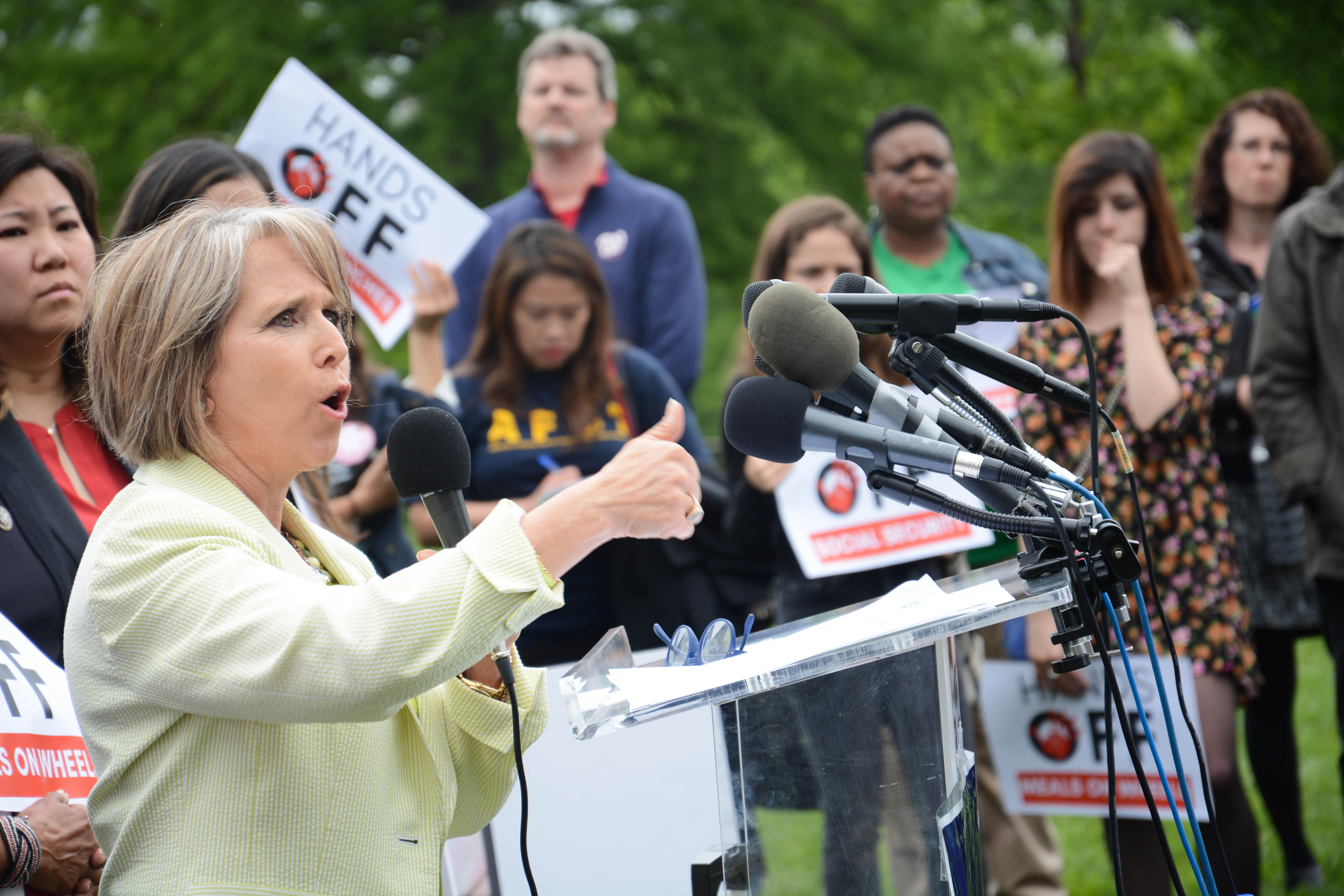
Мішель Лухан Ґрішем виступає на мітингу щодо бюджету, травень 2017 року

### Довкілля
29 січня 2019 року Лухан Ґрішем підписала розпорядження, що передбачало приєднання штату Нью-Мексико до угоди, згідно з якою штат мав би до 2030 року зменшити викиди парникових газів на 45 % порівняно з 2005 роком.

### Вогнепальна зброя
Лухан Ґрішем 2015 року була співавторкою законопроєкту про заборону володіння вогнепальною зброєю, призначеною для бойових дій, який був введений в дію 12 грудня 2015 року.

### Мінімальна заробітна плата
2015 року Лухан Ґрішем була співавторкою законопроєкту, який передбачав підвищення мінімальної заробітної платні до 12 доларів за годину.

## Особисте життя
Чоловік Лухан Ґрішем, Ґрегорі, помер від аневризми судин головного мозку 2004 року. У подружжя було дві дочки. Лухан Ґрішем подала проти лікаря чоловіка позов зі звинуваченням у смерті через недбалість. Позов не було задоволено.